# Syagrus smithii
Syagrus smithii là loài thực vật có hoa thuộc họ Arecaceae. Loài này được (H.E.Moore) Glassman miêu tả khoa học đầu tiên năm 1970.